# Сату Ноу (Паргарешти)
Ново село (рум. Satu Nou) насеље је у Румунији у округу Бакау у општини Паргарешти. Oпштина се налази на надморској висини од 351 m.

## Становништво
Према подацима из 2002. године у насељу је живело 1740 становника.

### Попис2002.
| Расподела становништва по националности 2002.‍ | Расподела становништва по националности 2002.‍ | Расподела становништва по националности 2002.‍ | Расподела становништва по националности 2002.‍ | Расподела становништва по националности 2002.‍ |
| --------------------------------------------- | --------------------------------------------- | --------------------------------------------- | --------------------------------------------- | --------------------------------------------- |
|                                               |                                               |                                               |                                               |                                               |
| Румуни                                        | Румуни                                        |                                               | 1.691                                         | 97,2%                                         |
| Мађари                                        | Мађари                                        |                                               | 11                                            | 0,6%                                          |
| Чанго                                         | Чанго                                         |                                               | 38                                            | 2,2%                                          |